# VBC Galina
Der VBC Galina (seltener Vbc Galina) ist der erfolgreichste Volleyballverein aus Liechtenstein. In der Saison 2009/10 schafften beide Mannschaften den Aufstieg in die schweizerischen Nationalliga B (NLB). Das Herrenteam erreichte 2010 das Halbfinale des PAX Volley Cups.

## Bekannte ehemalige Spieler
- Edwin Benne
- Monika Chrtianska
- Lorenz Heeb
- Oliver Indra
- Bettina Petzold-Mähr

## Spielstätten
Hauptspielstätte der 1. Mannschaft des VBC Galinas ist die Dreifachsporthalle Resch in Schaan. Sie ist Eigentum der Gemeinde und bietet Platz für bis zu 1000 Zuschauer. Haupttrainingsstätte ist jedoch die kleinere Sporthalle WST1 in Triesen, in welcher vor allem gegen Ende der Saison aus terminlichen Gründen auch oftmals Meisterschaftsspiele ausgetragen werden.

## Trikots
| Damen | Herren |

## Trivia
- Traditionellerweise findet die Dressübergabe an neue Spieler bei Sonnenaufgang auf dem Galinakopf (2198 Meter) statt.